# Gynoplistia (Gynoplistia) howensis
Gynoplistia (Gynoplistia) howensis is een tweevleugelige uit de familie steltmuggen (Limoniidae). De soort komt voor in het Australaziatisch gebied.